# Танк-памятник освободителям Симферополя
Танк-памятник освободителям Симферополя — танк-памятник Великой Отечественной войны, установленный в 1944 году в Симферополе в Пионерском парке (ныне сквер Победы) в честь освободителей города.
На постаменте установлен средний огнемётный танк ОТ-34 № 201, который, по некоторым сведениям, одним из первых вошёл в город 13 апреля. Один из двух сохранившихся на территории бывшего СССР экземпляров. Автор памятника — начальник штаба 216-го сапёрного батальона 19-го танкового корпуса капитан С. Ф. Коробкин.
На лицевой стороне постамента первоначально была надпись «Вечная память героям 19-го Перекопского Краснознамённого корпуса, павшим в боях за освобождение Крыма. Апрель — май», в дальнейшем он несколько раз реконструировался и перестаивался, а надпись на нём была расширена: «Слава защитникам и освободителям Крыма 1941—1944.»

## Освобождение Симферополя в 1944 году
В годы Великой Отечественной войны, в 1941—1944 годах, Симферополь находился под немецко-румынской оккупацией. 8 апреля 1944 года в ходе Крымской наступательной операции советские войска приступили к освобождению Крыма, который оборонялся силами 17-й немецкой армии (в которую также входили и румынские части).
Для освобождения Симферополя приказом командующего 4-м Украинским фронтом генерала армии Ф. И. Толбухина была сформирована фронтовая подвижная группа под командованием заместителя командующего 51-й армией генерал-майора В. Н. Разуваева в составе 19-го танкового корпуса, двух полков 279-й стрелковой дивизии генерал-майора В. С. Потапенко и 21-й истребительно-противотанковой артиллерийской бригады полковника Н. Д. Павлова.
12 апреля, преследуя отступающие немецко-румынские войска тремя колоннами, советские войска вышли в район Сарабуза (ныне посёлок Гвардейское), где находился крупный транспортный узел противника — аэродром и узловая железнодорожная станция. После ночной перегруппировки советские танковые части с ходу взяли его 13 апреля.
В ночь на 13 апреля две группы партизанского Северного соединения проникли в Симферополь и уничтожили казармы немецкого гарнизона. Затем утром в город вошли танки 79-й танковой бригады (полковник П. Архипов) и 101-й танковой бригады (подполковник М. Ф. Хромченко), а потом 27-я мотострелковая, 6-я гвардейская танковая бригады, а также партизаны 17-го и 19-го отрядов 1-й партизанской бригады (командир Ф. И. Федоренко) окончательно закрепили успех. Также в освобождении Симферополя принимали участие воины 279-й стрелковой дивизии и городские подпольные группы под руководством А. Н. Косухина и В. И. Бабия. Одновременно, группа партизан Якова Саковича, Фёдора Горбия атаковали противника в южной части города. Таким образом, к 16 часам Симферополь был полностью очищен от противника. Были захвачены большие трофеи, в том числе 10 железнодорожных эшелонов с вооружением, боеприпасами и военным имуществом. А также были взяты в плен свыше тысячи солдат и офицеров противника.
В 22:00 в Москве в честь освободителей Симферополя состоялся праздничный салют 20-ю артиллерийскими залпами из 224-х орудий, а 11-ти наиболее отличившимся частям и соединениям было присвоено почётное наименование «Симферопольских».

## Танк-памятник

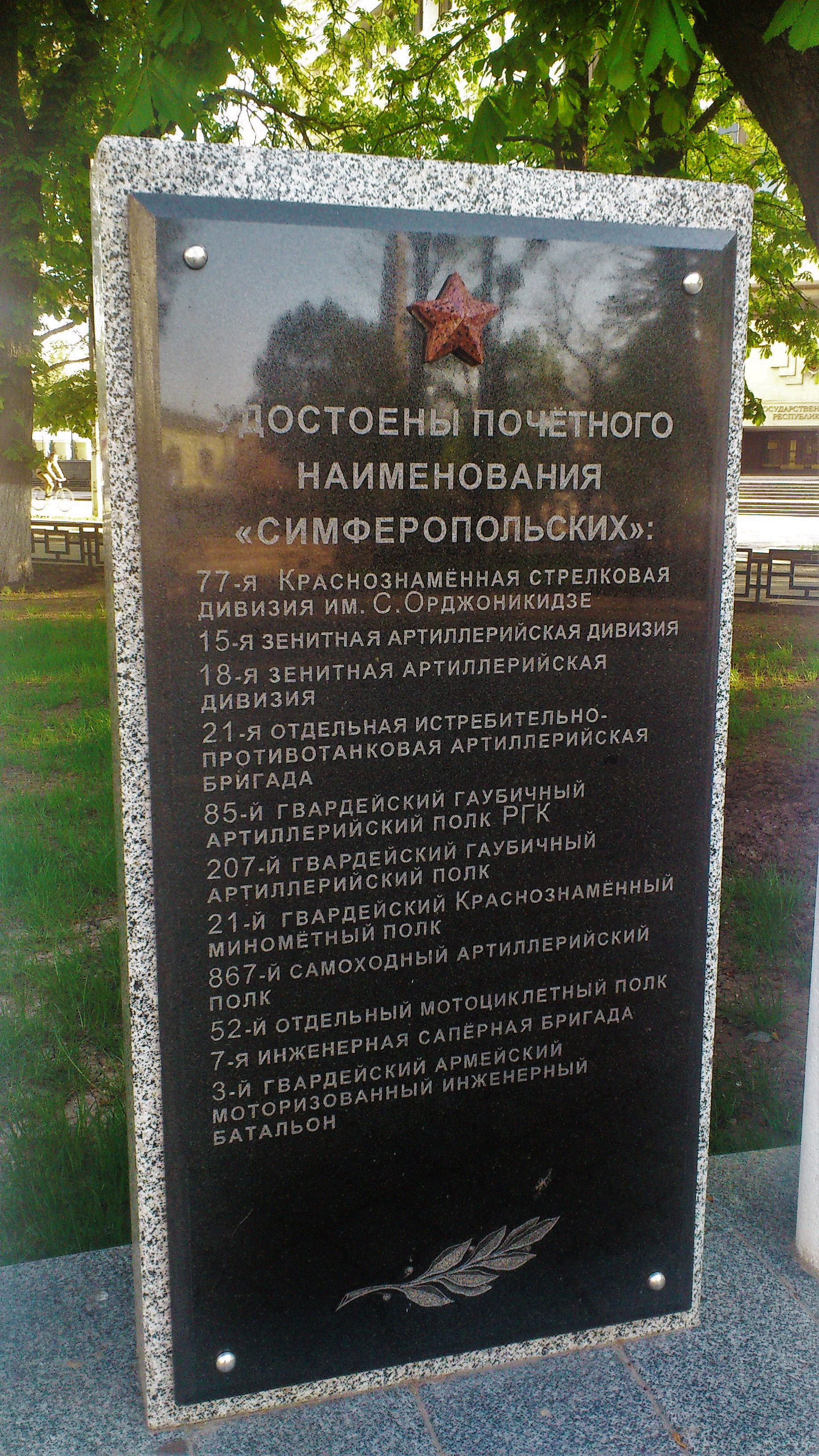
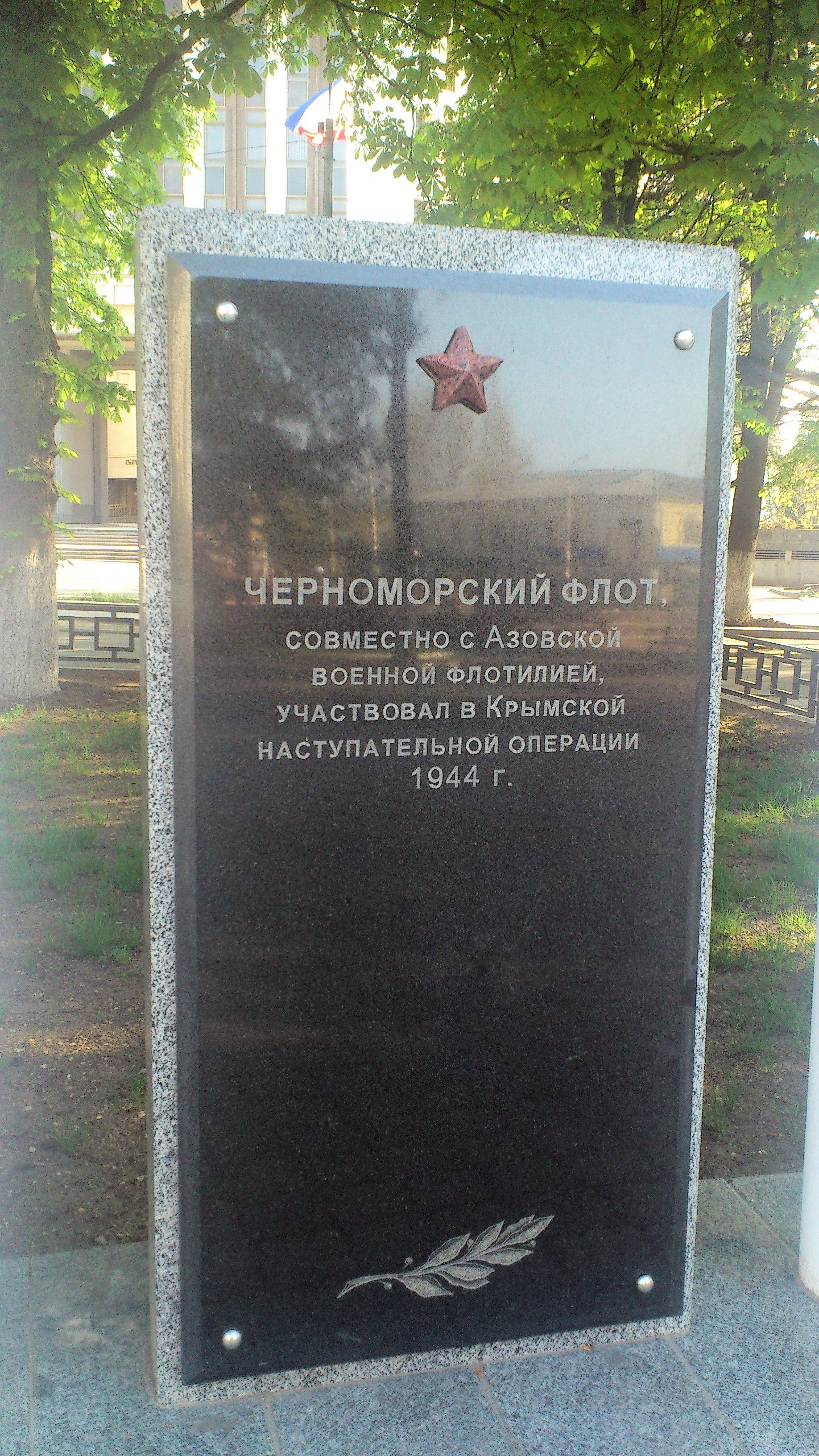
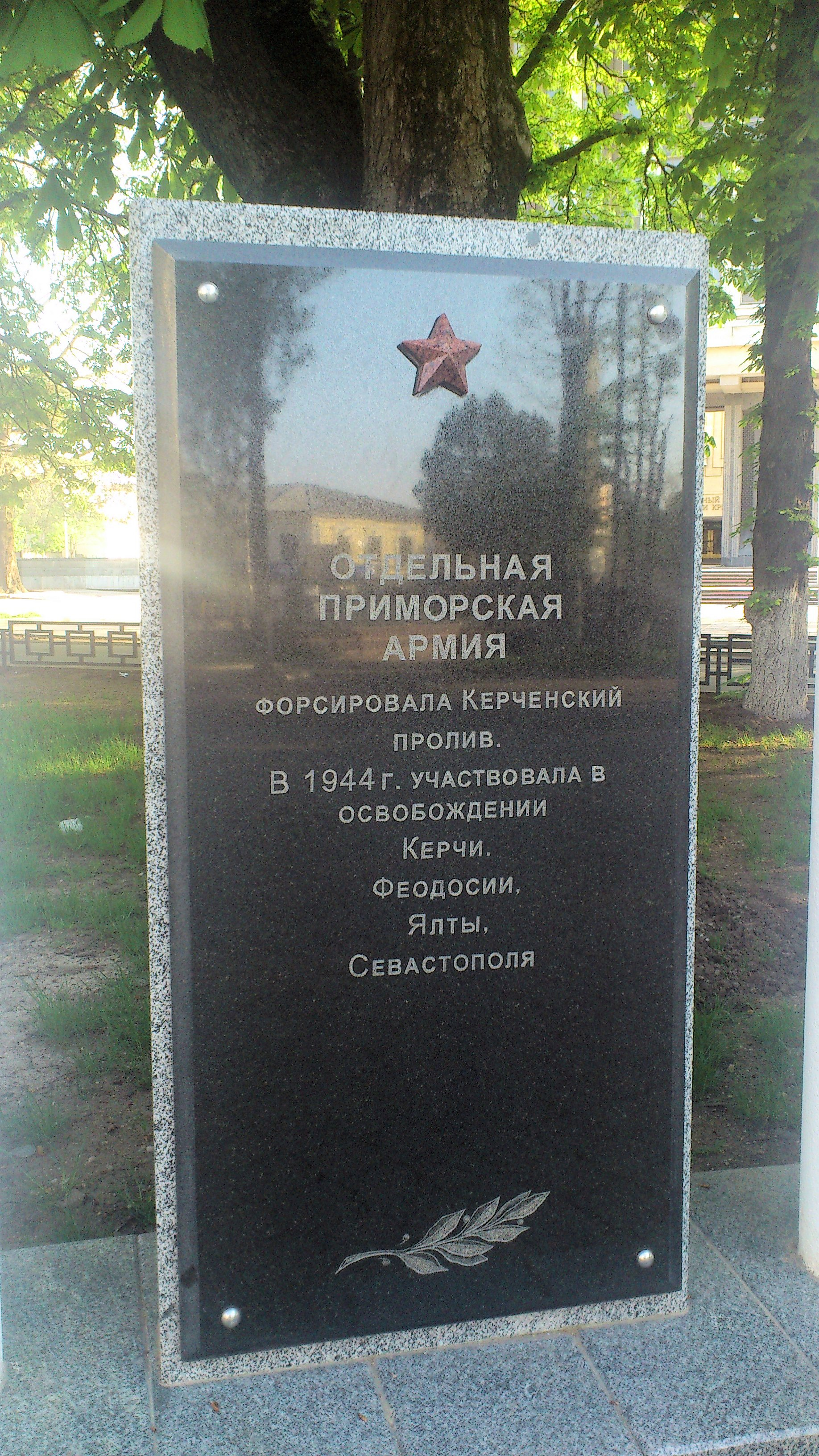
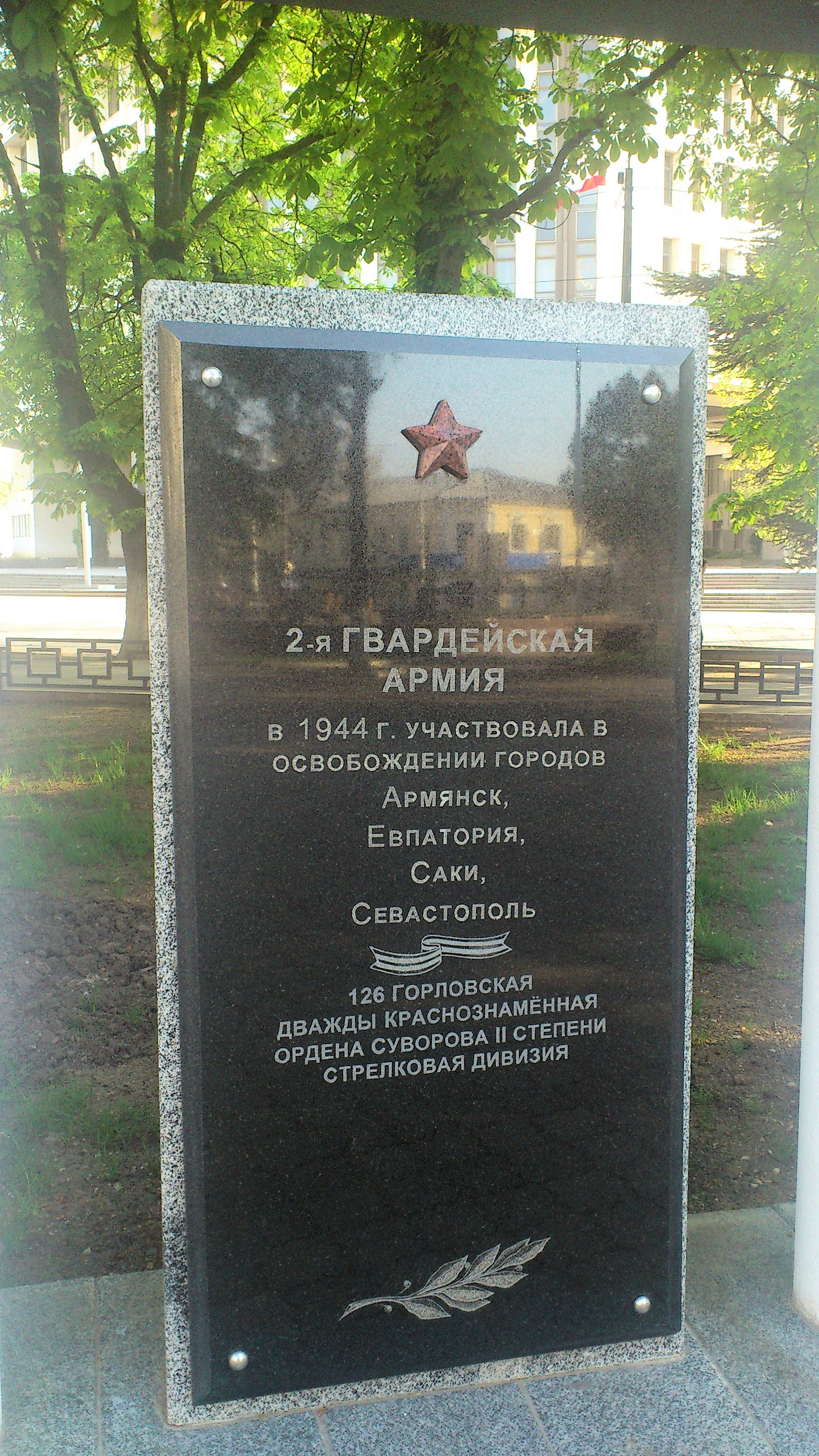
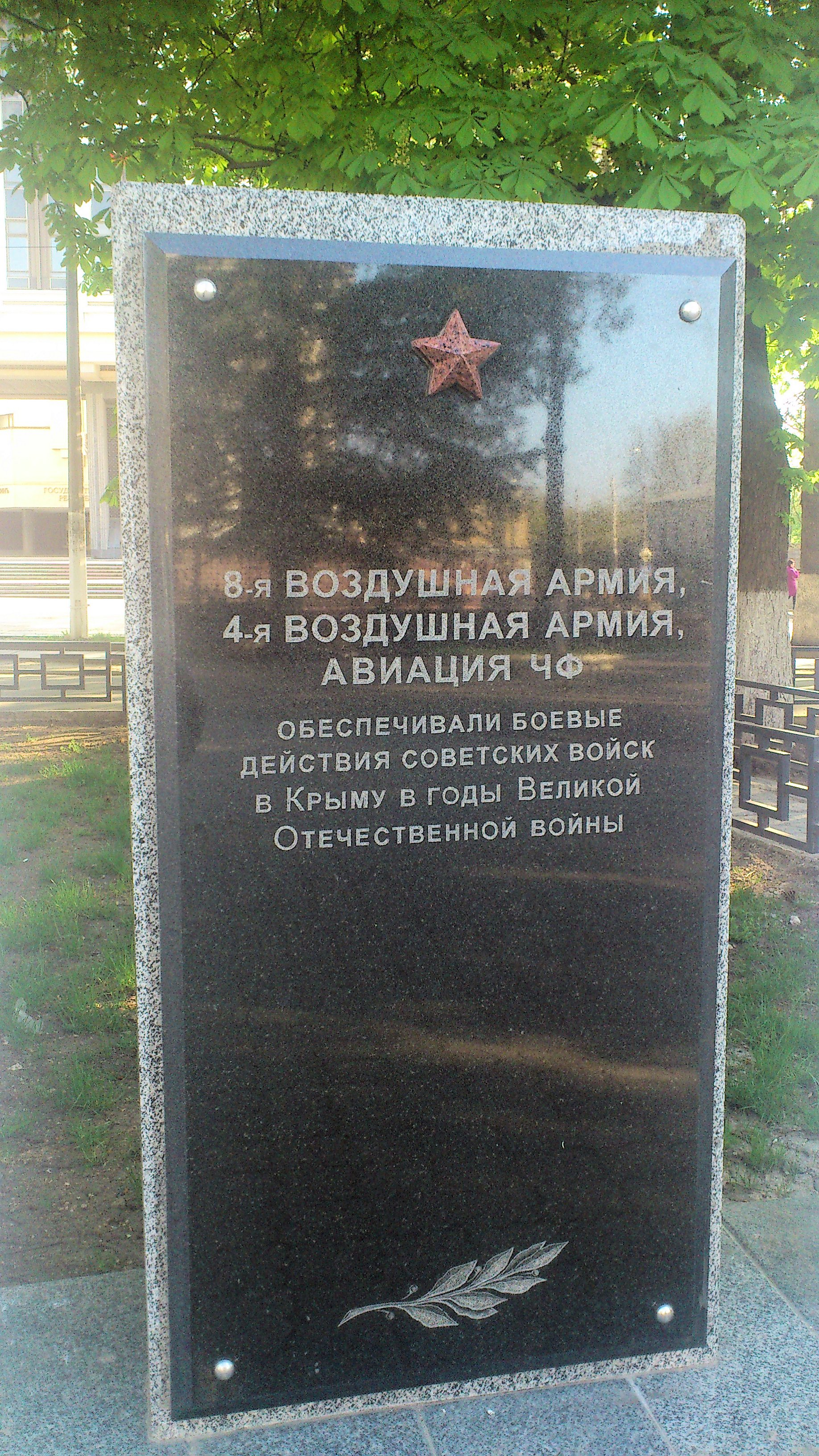

Работы по установке танка-памятника были начаты по инициативе начальника штаба 216-го сапёрного батальона 19-го танкового корпуса капитана С. Ф. Коробкина и продолжались с конца апреля по конец мая 1944 года. По воспоминаниям директора Крымского краеведческого музея ветерана войны В. Н. Бухаркина, бывшего в то время командиром подразделения 216-го сапёрного батальона, «его неиссякаемая энергия, знание дела, предприимчивость обеспечили возможность выполнения этого необычного задания… А ведь стройматериалов в городе не было». В. Н. Бухаркин со своими бойцами лично работал на установке монумента, а капитан С. Ф. Коробкин после окончания боевых действий «взял на себя, если так можно выразиться, идейное руководство сооружением».
В качестве памятника был выбран огнемётный танк ОТ-34 № 201, который, по некоторым сведениям, одним из первых вошёл в город 13 апреля. На лицевой части монумента была установлена металлическая плита с надписью: «Вечная память героям 19-го Перекопского Краснознамённого корпуса, павшим в боях за освобождение Крыма. Апрель — май». Под ней перечислены 19 фамилий. Среди них подполковник М. Ф. Хромченко, командир 101-й Сивашской танковой бригады, погибший под Севастополем. Один из авторов проекта памятника, капитан Н. С. Прудников, и. о. командира 216-го сапёрного батальона, погиб 27 апреля 1944 года в боях за освобождение Севастополя и также похоронен здесь же.
3 июня 1944 года танк-памятник был торжественно открыт в Пионерском парке (ныне сквер Победы). Рядом с памятником находились могилы погибших танкистов, увенчанные пирамидками, а некоторые — огорожены дощатым заборчиком. Позднее в 1949 году их останки были перенесены на воинское кладбище Симферополя на улице Старозенитной.
Согласно эскизу памятника, для облицовки пьедестала и цоколя был выбран белый инкерманский камень. Вокруг памятника должны быть размещены 10 бетонных столбиков, соединённых между собой цепями. Однако по состоянию на 1945 год, монумент был обнесён оградой из столбиков, соединёнными металлическими трубами. В дальнейшем памятник несколько раз реконструировался и перестаивался. К 1969 году цельной плиты уже не было, а текст был набран металлическими буквами, размещёнными прямо на белой плиточной отделке. На башне появился бортовой номер 201, позднее также на правый бок башни был нанесён гвардейский знак.
16 января 2003 года в связи со строительством Александро-Невского собора при участии ветеранов и общественности Крыма танк-памятник был установлен на новый постамент и перенесён на несколько десятков метров в пределах сквера. Новый мемориальный комплекс был дополнен плитами с наименованиями частей, освобождавших Крым в 1944 году. Таким образом, в центре Симферополя в пределах сквера Победы помимо двух существующих памятников — героям Русско-турецкой войны и освободителям Крыма от немецко-фашистских захватчиков — был также построен кафедральный собор Святого Александра Невского, которые вместе образуют единый архитектурный ансамбль.
Также при рытье котлована для собора были обнаружены останки советских воинов, которых, как выяснилось, не перенесли в 1949 году. Они были перезахоронены на территории собора.
Хотя изначально монумент был установлен в честь воинов 19-го Краснознамённого Перекопского танкового корпуса, ныне он превратился в более абстрактный символ. Надпись на памятнике была расширена: «Слава защитникам и освободителям Крыма 1941—1944.» Заместитель директора Музея истории города Симферополя Л. Н. Вьюницкая считает, что это неверно: «Вместо того чтобы соорудить мемориал, достойный всех освободителей Симферополя, взяли и исказили этот памятник. Убрали захоронения, изменили первоначальный текст посвящения. А сейчас он вообще чуть ли не всем соединениям посвящён».
Благодаря переписке местных историков с минскими ветеранами 19-го танкового корпуса также удалось выяснить, что установленный на постаменте танк имел огнемёт, а его модель — ОТ-34. Танки этого типа производились с 1942 года, а экипаж состоял из четырёх человек: командир танка — П. Т. Заргарян (командир танковой роты 432-го танкового батальона 101-й танковой бригады), механик-водитель — В. Я. Мельников, радист А. С. Ковбаса и стрелок-заряжающий М. А. Русин, который получив ранение под Армянском в освобождении Симферополя не участвовал.

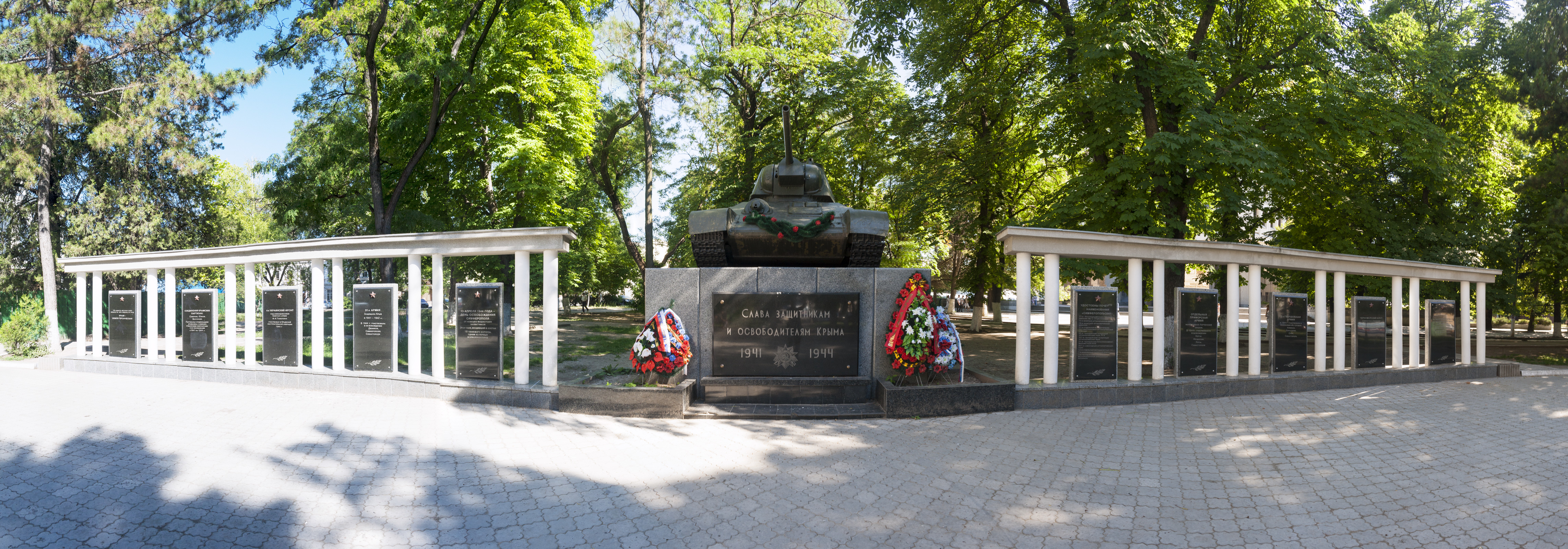
Танк-памятник ОТ-34 в сквере Победы города Симферополя

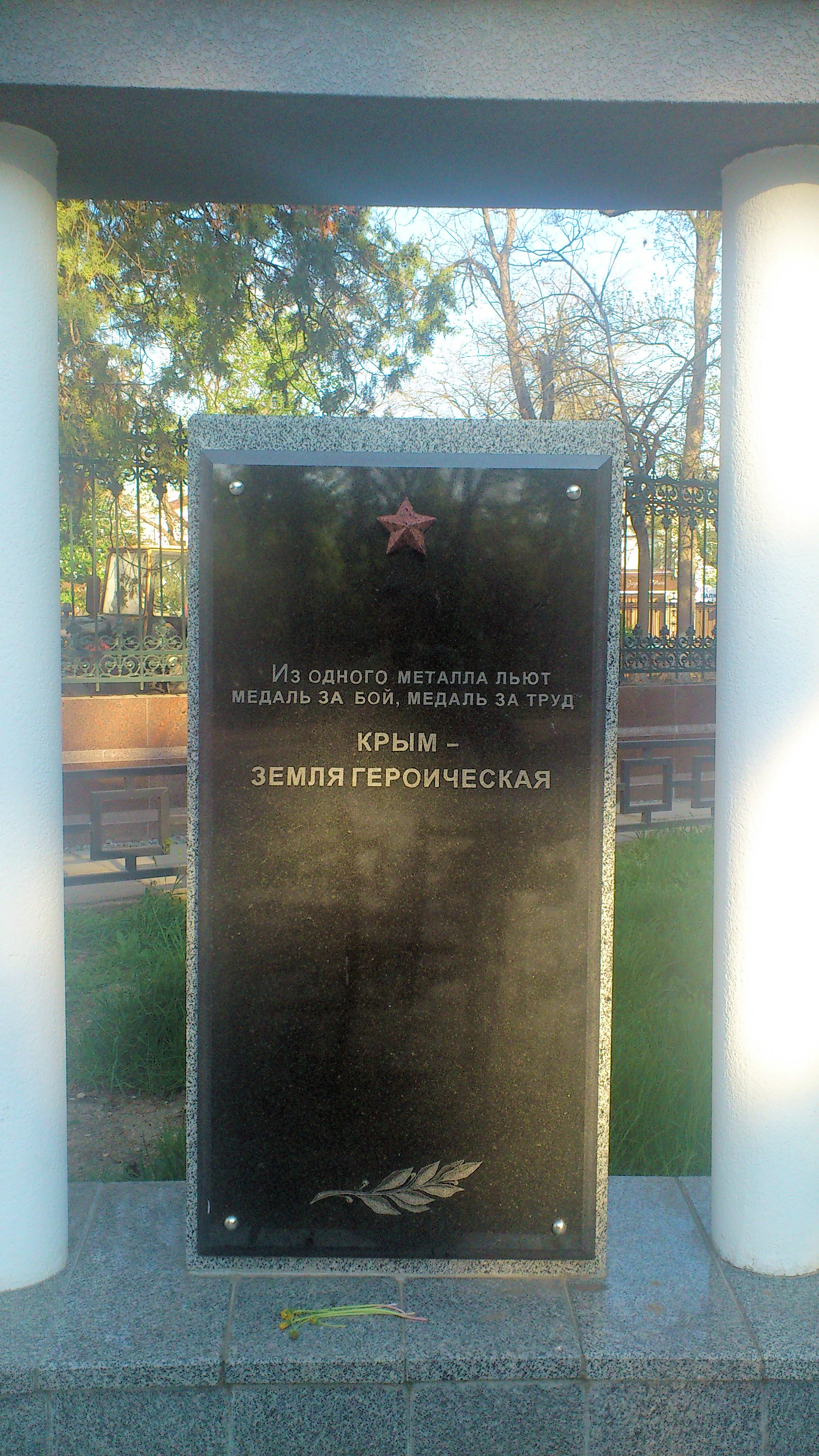
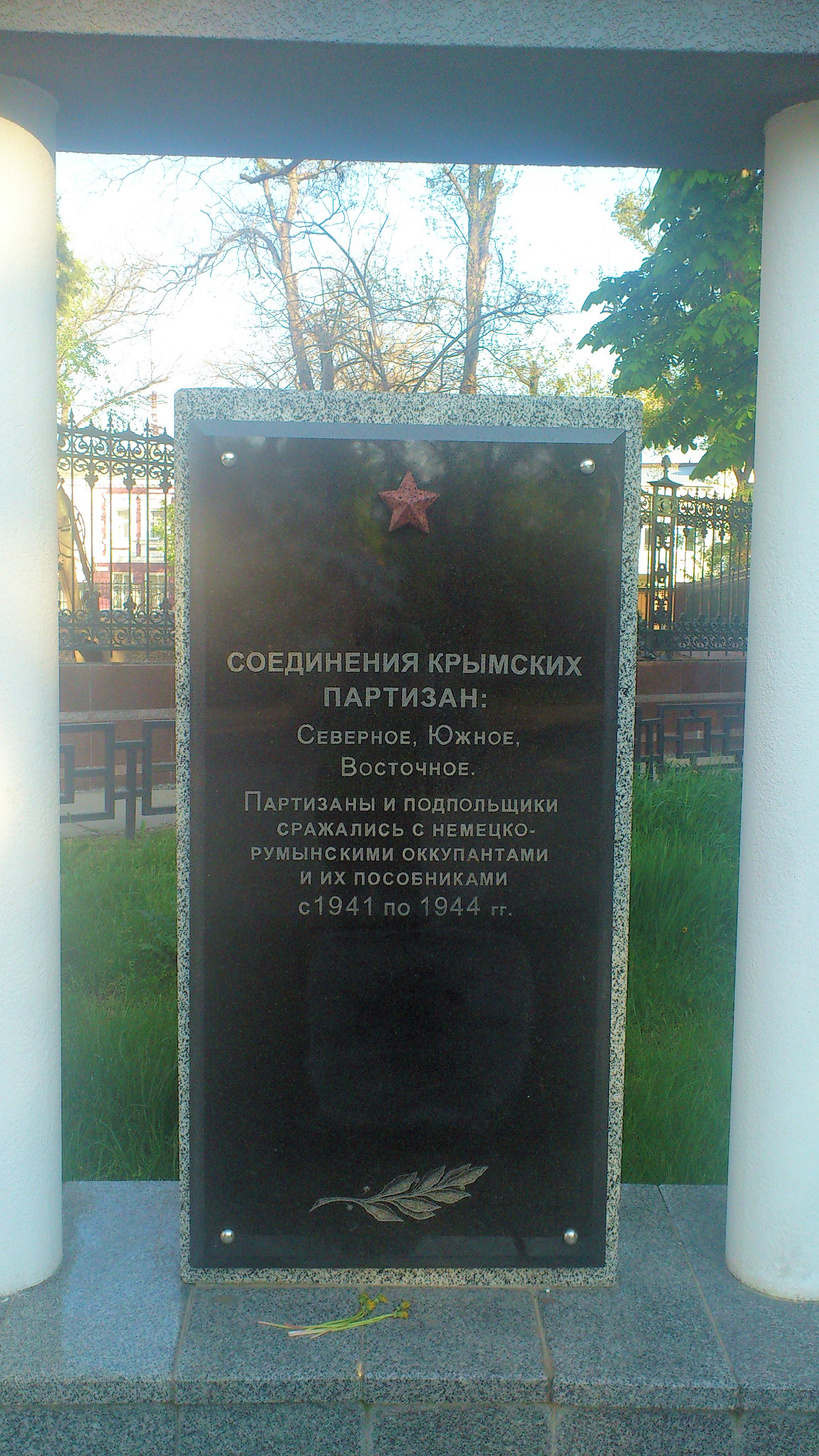
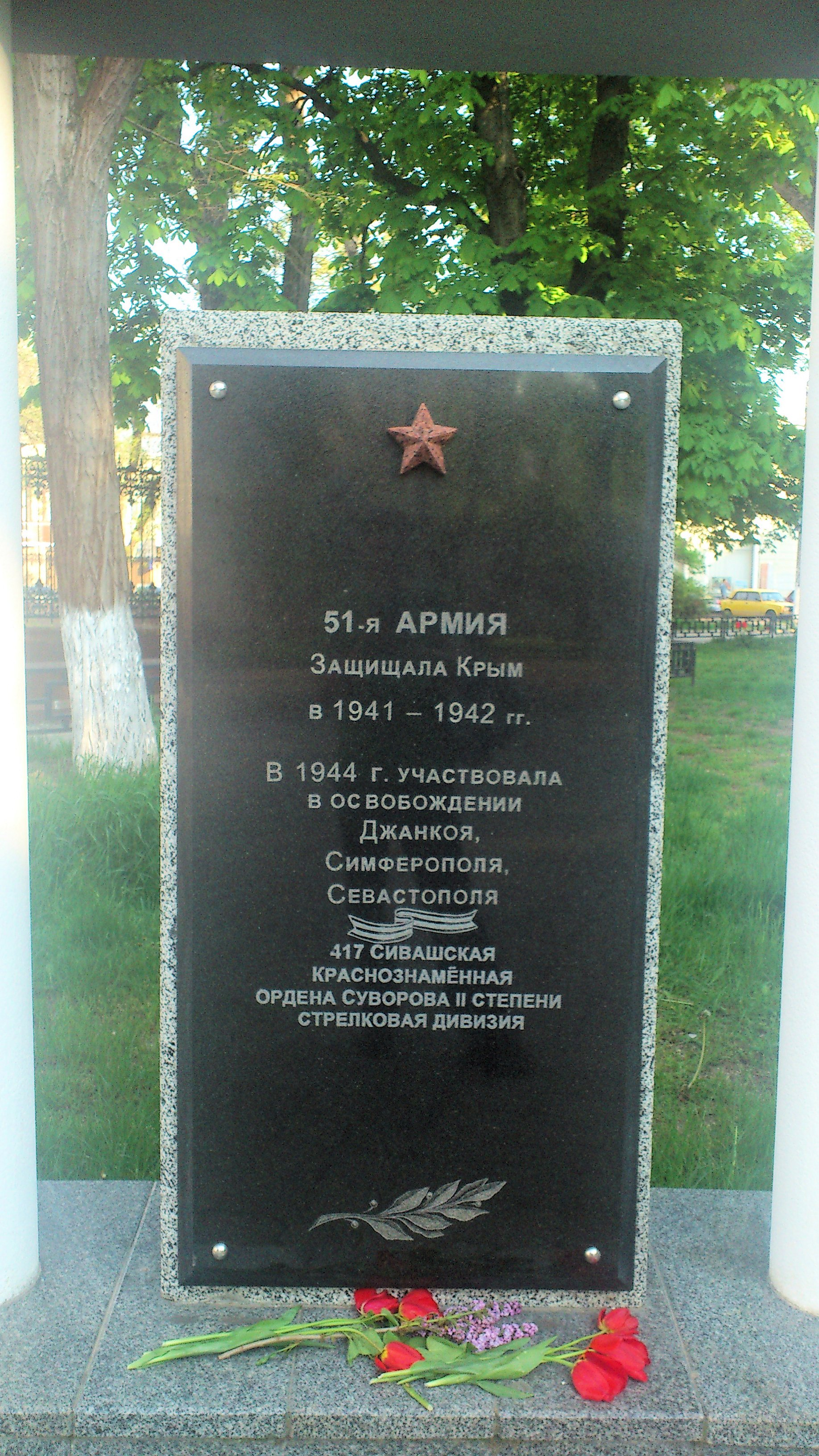
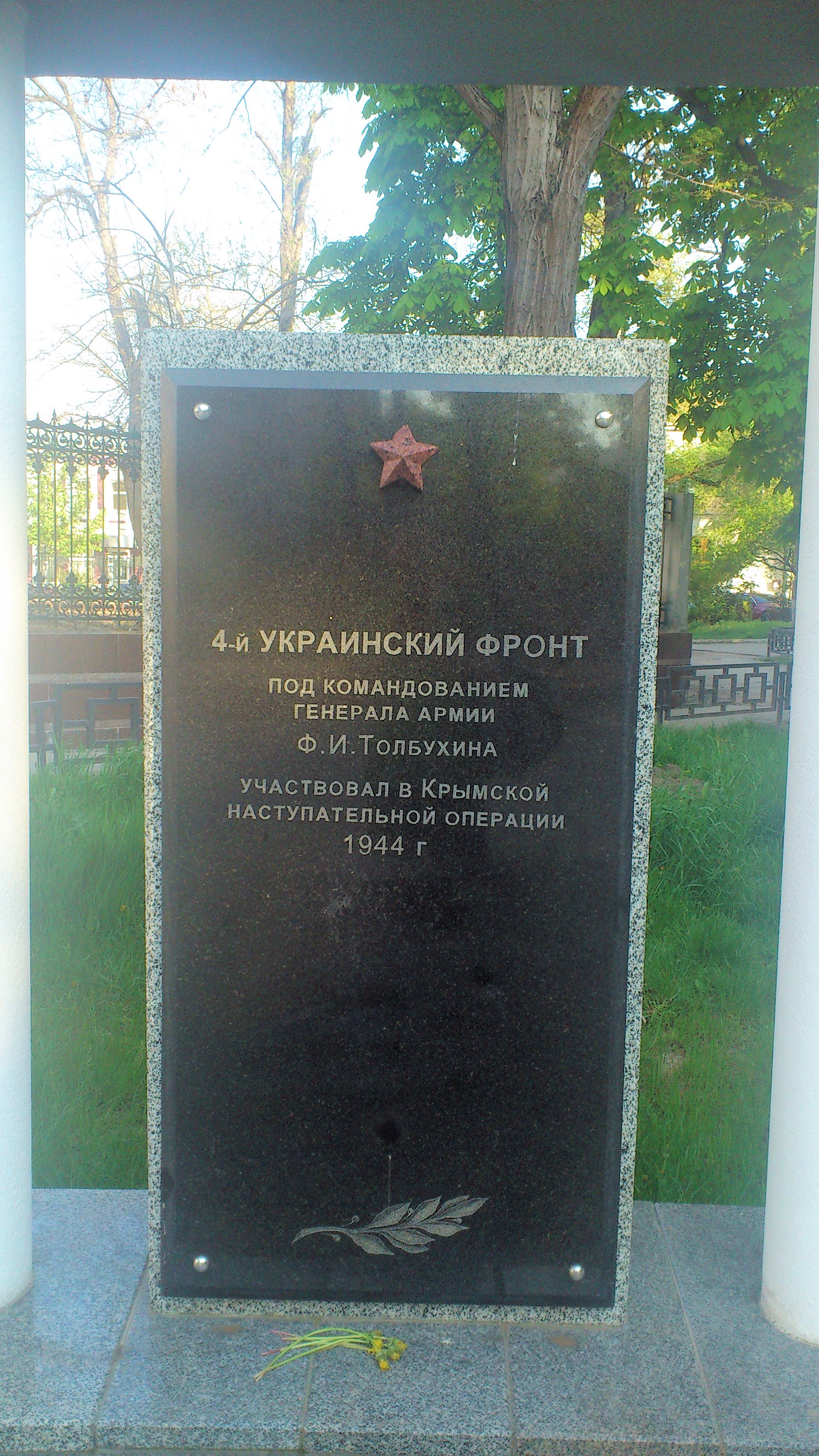
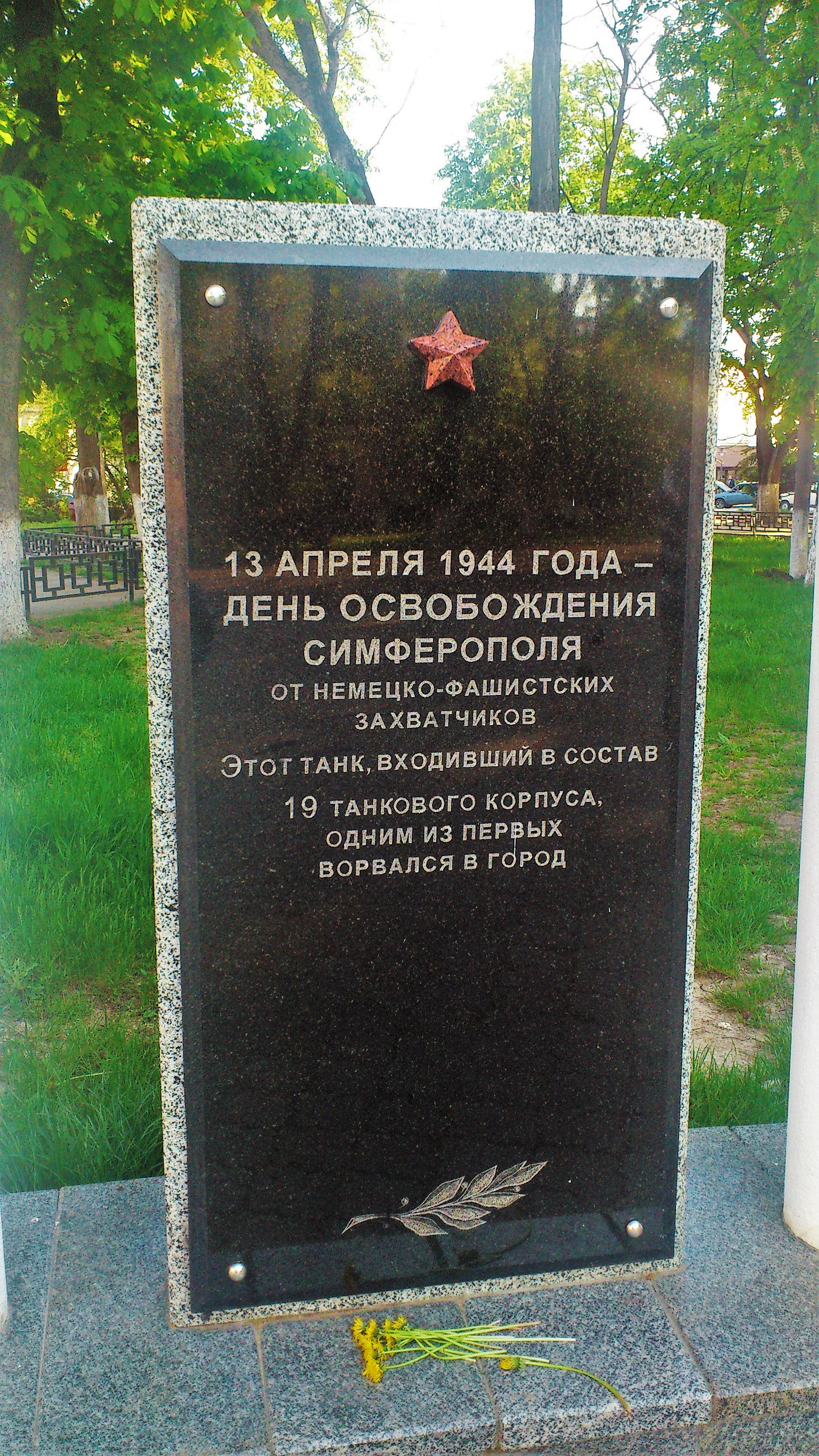

## Документальные фильмы
- Танк Победы. 2013. Музей истории города Симферополя (подг. Л. Н. Вьюницкой, А. А. Эйлером, Э. С. Изетовым).